# Стивън Блум
Стивън Джей Блум (на английски: Steve Jay Blum; роден на 28 април 1960 г.) е американски озвучаващ актьор, известен в дублажа на анимета и видеоигри. Най-известните му роли са Спайк Спийгъл в „Каубой Бибоп“ и Мюджен в „Самурай Чамплу“. Озвучава Върколака в някои игри, както и в анимации. Озвучава робота ТОМ, който е водещ на блока по Cartoon Network – Toonami.